# 미하일 포킨
미하일 포킨(Михаил Михайлович Фокин, 1880년 4월 23일 - 1942년 8월 22일)은 창시적인 러시아 안무가이자 무용수이다.
포킨은 상트페테르부르크에서 태어나 9살때 상트페테르부르크 연극원에 입학한다. 1898년 포킨은 마린스키 극장에서 발레 "Pakhit"으로 무대위에 데뷔한다. 1902년에는 발레 학교의 교사가 된다.
포킨은 정형화된 발레 전통을 뛰어넘으려는 열망이 있었다. 그에게서 비르투우조 발레 테크닉은 그 자체가 목적이어서는 안 되고, 표현의 수단이어야 했다. 포킨은 황실 극장의 경영을 위해 그의 개혁적인 아이디어를 제시하였으나, 이는 받아들여지지 않았다.
포킨의 초기 발레 작품은 《악시스와 갈라테아》(1905년)와 안나 파블로바를 위한 독무가 있는 《빈사의 백조》(1907년)가 있다.
1909년 세르게이 디아길레프는 포킨을 파리의 발레 루스의 안무가로 초청하였다. 그러나 포킨은 디아길레프와 바슬라프 니진스키의 깊은 관계에 질투심을 느끼고, 1912년 발레 루스와의 공동작업을 끝낸다.
포킨은 유럽과 미국에서 70개가 넘는 발레 작품을 공연하였다. 그의 가장 유명한 작품은 Chopiniana(뒤에 《레 실피드》)로 개정되었다), 《사육제》, 《아르미드의 집》 등이 있다. 발레 루스를 위한 작품 중에는 《불새》와《장미의 정령》이 있다.
포킨은 1942년 8월 22일 뉴욕에서 사망하였다. 그의 작품은 계속해서 세계 유수 발레단에서 상연되고 있다.

## 참고 자료
- http://www.krugosvet.ru/articles/62/1006297/1006297a1.htm (러시아어)